# Ftálsav
A ftálsav  (C6H4(COOH)2, benzol-1,2-dikarbonsav) aromás dikarbonsav. Izomerei az izoftálsav és a tereftálsav. Fehér kristályos vegyület. Olvadáspontján, 210 °C-on ftálsav-anhidriddé alakul. Kétértékű savként viselkedik.
Neve a naftalin szó rövidített alakja, ui. annak oxidációjával nyerhető.

## Tulajdonságai

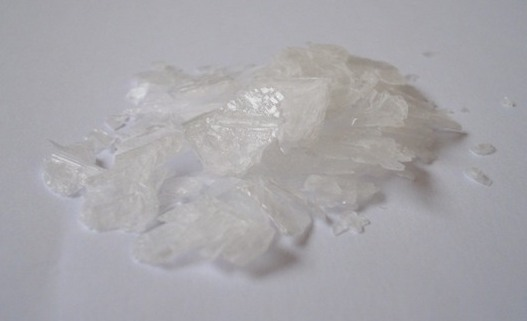
Ftálsav kristályok

### Fizikai tulajdonságai
A ftálsav fehér színű, kristályos szilárd anyag. Prizmákban vagy lemezekben kristályosodik. A ftálsav 210 °C-on olvad, majd megolvadás után ftálsav-anhidriddé alakul. Hideg vízben, éterben rosszul oldódik, forró vízben jobban oldható. Jól oldódik alkoholban.

### Kémiai tulajdonságai
Kétértékű aromás karbonsav, a benzolgyűrűn a két karboxilcsoport orto-helyzetben található, ez befolyásolja a gyűrű tulajdonságait. A benzoesavnál lényegesen erősebb sav. Kétértékű savként normál és savanyú sókat képez, sóit ftalátoknak nevezzük.  Alkoholokkal normál és savanyú észtereket alkot. A ftálsav adja a benzolgyűrűs vegyületekre jellemző elektrofil szubsztitúciós reakciókat (nitrálás, szulfonálás, halogénezés). A ftálsav benzolgyűrűje viszonylag könnyen hidrogénezhető. Kalciumsója kalcium-hidroxid-felesleg jelenlétében, hevítés hatására benzollá dekarboxileződik, és mellette kalcium-karbonát képződik.
{\displaystyle \mathrm {C_{6}H_{4}(COO)_{2}Ca+Ca(OH)_{2}\rightarrow C_{6}H_{6}+2\ CaCO_{3}} }

## Felhasználása
A ftálsavat főként ftálsav-anhidrid formában használják többek között festékek, parfümök, szacharin és ftalátok gyártásában.